# Цыпурский, Лев Миронович
Лев Миро́нович Цыпу́рский (7 сентября 1929, Москва, РСФСР, СССР — 7 января 1985, там же) — советский велогонщик, выступавший на треке. Участник летних Олимпийских игр 1952 года.

## Биография
Лев Цыпурский родился 7 сентября 1929 года в Москве в семье Мирона Ильича Цыпурского (1907—1990) и Риммы Семёновны Цыпурской (1905—1965).
Выступал в соревнованиях по велоспорту на треке за ВВС МВО.
В 1950 году установил рекорд СССР в гите на 1000 метров.
В 1952 году вошёл в состав сборной СССР на летних Олимпийских играх в Хельсинки. В гите на 1000 метров поделил 12-13-е места с Ладиславом Фоучеком из Чехословакии, показав результат 1 минута 15,2 секунды и уступив 4,1 секунды установившему олимпийский рекорд победиителю Расселу Мокриджу из Австралии. Ципурский стал лучшим среди советских велогонщиков на Олимпиаде.
Работал тренером по велоспорту в Москве.
Мастер спорта СССР.
Также занимался мотоспортом.
Умер 7 января 1985 года в Москве. Похоронен на Хованском кладбище в Москве.